# Las Flores (Rivera)
Ne doit pas être confondu avec Las Flores (Maldonado).
Las Flores est une ville de l'Uruguay située dans le département de Rivera. Sa population est de 123 habitants.

## Population
| Année | Population |
| ----- | ---------- |
| 1963  | –          |
| 1975  | –          |
| 1985  | –          |
| 1996  | –          |
| 2004  | 123,       |